# 佐藤恵美 (版画家)
佐藤 恵美（さとう えみ、1973年 - ）は、千葉県出身の版画家。猫をモチーフとした銅版画家(メゾチント、エッチング)として知られる。

## 略歴
- 1993年 武蔵野美術大学短期大学部デザイン科卒業

## 個展
- 1996年 OギャラリーUP・S（銀座）
- 他。東京・長野・兵庫で多数開催

## 展覧会
- 1995年 CWAJ現代版画展（アメリカンクラブ/麻布）
- 英国ミニアチュール版画展
- 台湾日本現代版画交流展（目黒美術館区民ギャラリー）
- その他展覧会多数

## 著書
- 『とことん猫版画』　佐藤恵美、池田あきこ、大野隆司、山口マオ共著2004年エム・ピー・シー発行ISBN 978-4871976152　それぞれの版画の技法を写真でわかりやすく紹介している｡